# Драгоил
Драгоил (болг. Драгоил) — село в Болгарии. Находится в Софийской области, входит в общину Драгоман. Население составляет 92 человека (2022).

## Политическая ситуация
Драгоил подчиняется непосредственно общине и не имеет своего кмета.
Кмет (мэр) общины Драгоман — Соня Стоянова Дончева (Болгарская социалистическая партия (БСП)) по результатам выборов.